# Pacław
Pacław – część wsi Kalwaria Pacławska w Polsce, położona w województwie podkarpackim, w powiecie przemyskim, w gminie Fredropol.
Wieś prawa wołoskiego, położona była na początku XVI wieku w ziemi przemyskiej województwa ruskiego. W latach 1975–1998 Pacław położony był w województwie przemyskim.
W połowie XIX wieku właścicielką posiadłości tabularnej Pacław z Kalwarią była Karolina Łodyńska.